# 罗斯季斯拉夫·留里科维奇
罗斯季斯拉夫·留里科维奇 （烏克蘭語：Ростислав Рюрикович，1173年—1214年之前），是托尔切斯克王公（1195-1205），基辅大親王（1204-1206），维什霍罗德王公（1205-1210），哈利奇王公（1207）。他是留里克·罗斯季斯拉维奇和图罗夫的安娜之子。